# Eliseu Gomes de Oliveira
Dom Frei Eliseu Maria Gomes de OliveiraO. Carm. (João Pessoa, 12 de setembro de 1920 - Itabuna, 11 de fevereiro de 2002) foi um religioso católico brasileiro, bispo das dioceses de Caetité e de Itabuna.

## Vida eclesiástica
Dom Frei Eliseu, frade da Ordem dos Carmelitas, foi ordenado sacerdote em 17 de setembro de 1944.  
Trabalhou com dedicação na equipe que acompanhou a Peregrinação da Imagem de Nossa Senhora do Carmo em todos os estados da União nos anos 1950/51 preparando o Congresso Nacional do Sétimo Centenário do Escapulário do Carmo.  
Em 1968, foi sagrado Bispo e serviu como bispo-auxiliar na Arquidiocese de Maceió. Dom Eliseu orientou a vida dos pescadores e agricultores nas paróquias do litoral norte e trouxe a Congregação das Filhas do Sagrado Coração de Jesus para a pastoral daquela região. Levou a catequese renovada as paróquias da arquidiocese e animou as primeiras comunidades eclesiais de base. Socorreu as vítimas da grande enchente do rio Canhoto, o afluente mais importante do rio Mundaú, em 1969, construindo o conjunto Paulo VI (Hoje Rocha Cavalcante) para as famílias desabrigadas pela violenta catástrofe. 
Dom Eliseu deixou Maceió em 1974 para assumir a Diocese de Caetité, na Bahia, sendo o seu 6º bispo, permanecendo a frente desta até 1980, até ser transferido para a recém criada Diocese de Itabuna, sendo o seu 2º bispo. Em 1983, enfermo, renunciou ao governo diocesano. Nos seus últimos anos de vida estava servindo de capelão no Hospital Santa Isabel, na cidade de Cabo Frio, Rio de Janeiro.